# Pytilia phoenicoptera
Pytilia phoenicoptera là một loài chim trong họ Estrildidae.